# Hermann Koenemann
Hermann Koenemann (* 21. April 1871 in Bonn; † 23. Dezember 1934 in Wiesbaden) war ein deutscher Maler und Grafiker.

## Leben
Hermann Koenemann wurde 1871 in Bonn geboren. Zunächst war er Schüler der Kunstgewerbeschule Düsseldorf. Von 1890 bis 1892 besuchte er die Kunsthochschule Karlsruhe, anschließend war er Schüler von Eugen Bracht und Hans Meyer an der Berliner Akademie. 1901 war er zu Studien in Paris an der Académie Julian. Hier war er 1902 mit seinem Werk Jour de Novembre, Forêt de Fontainebleau auf der Ausstellung der Société des Artistes Français vertreten. Weitere Reisen führten ihn nach Nordfrankreich, England und Belgien.
1902 ließ er sich in Wiesbaden nieder, später in Berlin und 1907/08 in Stargard in Mecklenburg. Seit 1909 wohnte er in Schwerin, er war regelmäßig vertreten auf allen großen deutschen Kunstausstellungen, wie etwa den Großen Berliner Kunstausstellungen, aber auch in Wien oder Paris. Koenemann war Mitglied der Allgemeinen Deutschen Kunstgenossenschaft und der Freien Vereinigung der Graphiker Berlins. Seine Werke waren in der Mehrheit Landschaftsbilder, seine Vorliebe für Birken ließen ihn als „Birkenmaler“ bekannt werden. Er schuf aber auch kleinformatige Radierungen, etwa für das Reuter-Geld in Mecklenburg-Strelitz. In Schwerin war die Landschaftsmalerin Elly Beetz seine Schülerin. Hermann Koenemann starb 63-jährig 1934 in Wiesbaden.

„Hermann Koenemann ist als Birkenmaler bekannt. Seine Landschaften sind fein empfunden in ihrer Farbwirkung und zeugen von hoher Malkultur. Von ihnen geht eine leise Wehmut und Stille aus, die zum längeren Betrachten auffordert.“

## Werke (Auswahl)
Werke auf den Großen Berliner Kunstausstellungen: (Adressen)
- 1898: Studienkopf (Friedenau bei Berlin)
- 1901: Herbstlicher Birkenwald (Schöneberg bei Berlin)
- 1906: Novembertag in Fontainbleau,[2] Landschaft, Keltische Denksteine zu Carnac, Mühle (Lithografie) (Berlin, Motzstr. 55)
- 1907: Stiller Winkel (Radierung), Sturm in der Heide (Rad), Birkenwald (Steinzeichnung), Spätherbst (Stargard i. M., Marktstr. 110)
- 1908: Stürmischer Tag, Birken, Abend (Rad), Keltische Gräber zu Carnac in der Bretagne[4], Vorfrühling, Birken im Spätherbst

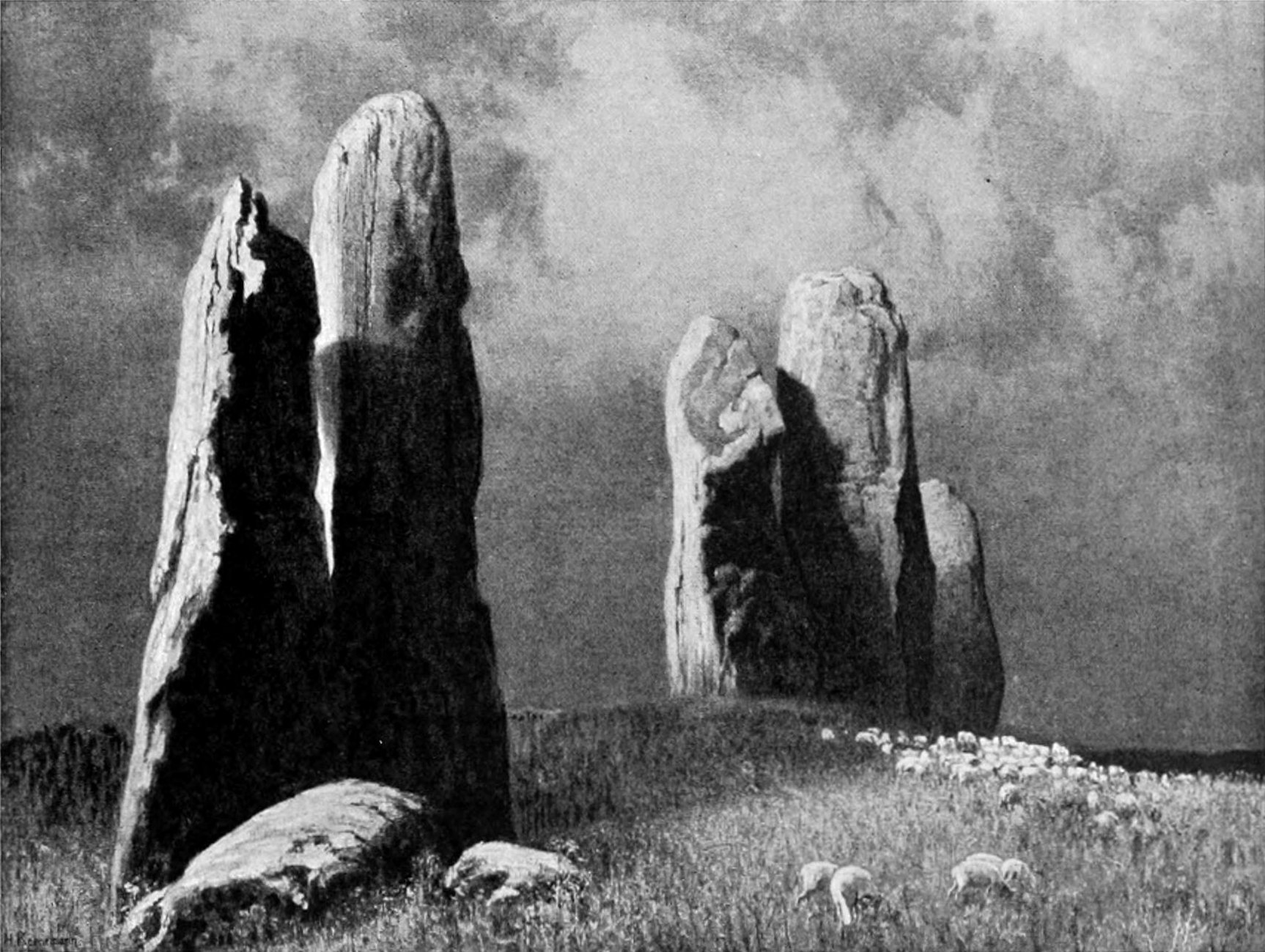
Hermann Koenemann: Keltische Gräber zu Carnac in der Bretagne

- 1909: Birken im Spätherbst, Sturm in der Heide, Marine (Litho) (Schwerin)
- 1910: Wintertag, Am Quai vert in Brügge (Rad)
- 1911: Flußlandschaft (Rad), Birken (Rad)
- 1914: Waldinneres (Monotypie), Gewitterstimmung (Rad), Kiefernzweig (Rad), Birken (Litho)

- 1929: Verschneites Warnowtal
- 1932: Hünengrab bei Ruthenbeck
- 1932: Aus Alt-Brügge
- 1933: Gewitterstimmung, Keltische Gräber

In der Ausstellung 100 Jahre Mecklenburgische Malerei im Staatlichen Museum Schwerin war Koenemann 1976 mit sieben Werken vertreten.